# Wilhelm Dreimann
Wilhelm Dreimann (ur. 18 marca 1904 w Osdorf, zm. 8 października 1946 w Hamburgu) – zbrodniarz hitlerowski, Rapportführer w obozie koncentracyjnym Neuengamme oraz SS-Unterscharführer.
W czasie II wojny światowej pełnił służbę w obozie Neuengamme, gdzie dzięki gorliwej służbie osiągnął stanowisko Rapportführera, oficera raportowego odpowiedzialnego za apele więźniów. Dreimann osobiście dokonywał egzekucji w obozowym areszcie. W kwietniu 1945 brał natomiast udział w zabójstwie 22 dzieci (ofiar pseudoeksperymentów lekarza SS Kurta Heissmeyera) i 28 więźniów Neuengamme (24 jeńców radzieckich, 2 lekarzy francuskich i 2 lekarzy holenderskich) w podobozie Bullen-Huser Damm. Dreimann, na polecenie Arnolda Strippela (głównego organizatora zbrodni), przywiózł dzieci i więźniów do Bullen-Huser Damm oraz dostarczył sznur, za pomocą którego dokonano mordu (ofiary powieszono).
W pierwszym procesie załogi Neuengamme przed brytyjskim Trybunałem Wojskowym w Hamburgu Wilhelm Dreimann został uznany za winnego zbrodni wojennych i zbrodni przeciw ludzkości oraz skazany na karę śmierci. Wyrok wykonano przez powieszenie 8 października 1946.